# 田中正彥
田中正彥（日语：／ Tanaka Masahiko，1954年10月1日—），日本男演員、配音員。出身於大阪府。身高177cm。

## 人物
大阪府立北淀高等學校畢業。19歲以研究生從劇團雲的最終公演《凱撒和埃及豔后》初次在舞台亮相。1980年代初期投入配音業界開始，大多幫海外電影及電視影集進行日語配音、其中又以美國演員亞歷·鮑德溫參演作品的擔任次數最多。並在真人秀節目《天橋驕子》長年負責提姆·岡恩的日語配音。
2011年，與熟人本多一夫共同成立T-PROJECT並所屬至今。2014年4月30日從長年所屬的劇團昴離團。
特長：大阪方言、博多方言。

## 演出

### 電視劇
朝日電視台
- 向太陽怒吼！（日语：太陽にほえろ!）
  - 第251話（1977年）－井澤保
  - 第460話（1981年）
- 週六歪斗劇場（日语：土曜ワイド劇場）
  - 西村京太郎旅遊推理（日语：西村京太郎トラベルミステリー）（1987年，與東映共同製作）－田村明人

TBS
- 傳聞中的偵探湯米和馬蘇（日语：噂の刑事トミーとマツ） 第1系列（與大映電視台（日语：大映テレビ）共同製作）
  - 第15話（1980年）
- - 第26話（1981年）

日本電視台
- 週二懸疑劇場
  - 球形的荒野（日语：球形の荒野#1981年版）（1981年，與三船Production共同製作）
  - 身邊警護（日语：身辺警護 (テレビドラマ)）（1998年）－矢野勝男

其它電視台
- 女性的愛與神祕（日语：女と愛とミステリー） 西村京太郎懸疑（日语：西村京太郎原作のテレビドラマ）「海的沈默…資産家夫婦殺人事件」（2001年，BS JAPAN）

### 電視動畫
1977年
- 漫畫日本繪卷（日语：まんが日本絵巻）（那須與一）

1983年
- 聖戰士登霸（秀特·威朋）

1987年
- 機甲戰記威龍（馬欽）

1990年
- 羅賓漢大冒險（古爾）

1996年
- 無家可歸的孩子蕾米（傑洛姆·巴布朗）

1997年
- 中華一番！（唐三傑的父親）
- 名偵探柯南（井本龍介）

1998年
- 星方遊俠（日语：星方武侠アウトロースター）
- 女惡魔人（田中）
- 槍神Trigun（法蘭克·馬隆）
- 危險調查員（理查德·康納萊）
- 名偵探柯南（赤羽五右衛門、能勢新吾、盗賊團弟子）
- 魯邦三世 炎之記憶 ～東京危機～（日语：ルパン三世 炎の記憶〜TOKYO CRISIS〜）

1999年
- 亞克傳承（奇克貝克）
- 頭文字D Second Stage（須藤京一）
- 傀儡師左近（青木秋彥）
- ∀鋼彈（卡西姆、機師A、DC兵）
- 名偵探柯南（山田刑事）

2000年
- Sci-Fi HARRY（日语：Sci-Fi HARRY）（道爾夫）
- 週刊故事樂園（日语：週刊ストーリーランド）（弟子2）
- 第一神拳（間柴了）
- 名偵探柯南（水戶光一）
- 女神候補生（校長）

2001年
- 犬夜叉（珊瑚的父親）
- 通靈王 (2001年版)（梅宮龍之介〈木刀之龍〉[5]、塔拜因）
- 地球少女Arjuna（有吉政春）
- 數碼寶貝03馴獸師之王（飛虎獸）
- HELLSING（牧師）
- 神奇寶貝（水君）
- 名偵探柯南（大浦刑事、杉山元男、八木澤巧）

2002年
- 閃靈二人組（不動琢磨）
- 最終兵器彼女（體育老師）
- 十二國記（月溪）
- 驚爆危機！（九龍[6]）

2003年
- 原子小金剛 (2003年版)（艾茲拉·凱因）
- 宇宙學園Stellvia（卡爾·雨塔、機長）
- GAD GUARD（真田悠次郎）
- 銃墓（布拉德·瓦）
- 廢棄公主（貝爾肯斯·坦霍格里奧）
- 機魂末世錄（日语：TEXHNOLYZE）（石井響介）
- 火影忍者（風影）
- 第一神拳 Champion Road（間柴了）
- 人間交差點（解說者）
- 神奇寶貝超世代（茲伏奇社長）
- 名偵探柯南（里奧納多·洛西）

2004年
- 頭文字D Fourth Stage（須藤京一）
- SD鋼彈FORCE（騎馬王丸）
- 怪傑佐羅利（朵貝爾）
- 蒼穹之戰神 Dead Aggressor（真壁史彥）
- MONSTER（Dr. 波伊爾）

2005年
- IGPX（安東雷·魯布雷布）
- 蒼穹之戰神 RIGHT OF LEFT（真壁史彥）
- 變形金剛：銀河之力（自然保護官賽朵斯）
- 驚爆危機！The Second Raid（九龍）
- 神奇寶貝超世代（ハマグリ）

2006年
- The Third ～蒼之瞳的少女～（日语：ザ・サード）（桑康）
- NANA（工藤）
- BLACK LAGOON（E.O.社傭兵部隊大尉）
- BLACK LAGOON The Second Barrage（香砂）

2007年
- 天保異聞 妖奇士（成川美信）
- 神奇寶貝鑽石&珍珠（岩夫）

2008年
- 武裝機甲（城崎天兒）
- 骷髏13（湯姆遜）
- 迷宮塔 ～烏魯克之盾～（帕茲茲）
- 記憶女神的女兒們（老天使）
- 魍魉之匣（美馬坂幸四郎）

2009年
- 屍姬 玄（屍）
- 蒼天航路（于禁）
- 迷宮塔 ～烏魯克之劍～（帕茲茲）
- 第一神拳 New Challenger（間柴了）

2010年
- 鋼鐵人 (2010年動畫)（日语：アイアンマン (2010年のアニメ)）（中井隊長）
- Heartcatch 光之美少女！（堀内正）
- 少年犯之七人（坪内）

2011年
- UN-GO（島田白朗）
- GOSICK（民宿主人）
- TIGER & BUNNY（鏑木村正）
- 刀鋒戰士 (2011年動畫)（沙科米茲）
- 神奇寶貝超級願望（蠑螈博士）
- 未來日記（來須圭悟）

2012年
- 火影忍者疾風傳（第四代風影）
- 氷菓（園）

2013年
- COPPELION（梶井五次郎[7]）
- 進擊的巨人（2013～2019[注 1]，達特·皮克希斯）
- 花牌情緣2（2013、2019[注 2]，間下義明[8]）
- 第一神拳 Rising（間柴了[9]）

2014年
- 甘城輝煌樂園救世主（鐵鬍子）

2015年
- Concrete Revolutio ～超人幻想～（瀧誠介）
- 蒼穹之戰神 EXODUS（真壁史彥[10]）

2016年
- Concrete Revolutio ～超人幻想～ THE LAST SONG（瀧誠介）
- 漂流武士（拉斯普京[11]）

2018年
- 銀河英雄傳說 Die Neue These 邂逅（弗朗茨·馮·瑪林道夫）
- 傀儡馬戲團（2018～2019，才賀正二[12]）

2020年
- 寶可夢 旅途（柯雷達）
- 聽我的電波吧（加工猿）
- 半妖的夜叉姬（扇谷柊彈正）

2021年
- 進擊的巨人 The Final Season Part.1（達特·皮克希斯）
- 通靈王 (2021年版)（梅宮龍之介）
- 半妖的夜叉姬 貳之章（扇谷柊彈正）

2022年
- 進擊的巨人 The Final Season Part.2（達特·皮克希斯）

2024年
- 通靈王FLOWERS（梅宮龍之介[13]）
- 新幹線戰士 Change the World（浜カイジ[14]）
- 學姊是男孩（川崎英一郎）

2025年
- 青之壬生浪（齋藤一）

### 電影動畫
1998年
- 在這星空的上方（日语：この星の上に）

2000年
- 機動戰士鋼彈 特別版（馬·克貝）
- 機動戰士鋼彈II 哀·戰士篇（馬·克貝）
- 機動戰士鋼彈III 相逢宇宙篇（馬·克貝）

2001年
- 頭文字D Third Stage（須藤京一）
- 劇場版 神奇寶貝：雪拉比 穿梭時空的相遇（水君）

2003年
- 茄子 安達魯西亞之夏（チョッチ）

2010年
- 蒼穹之戰神 HEAVEN AND EARTH（真壁史彥）
- 殼中少女 壓縮（ウェルダン·ザ·プッシーハンド）

2012年
- 虹色螢火蟲 ～永遠的暑假～（日语：虹色ほたる 〜永遠の夏休み〜）（紗江子的父親）

2014年
- 劇場版 宇宙戰艦大和號2199：星巡的方舟（伊斯拉·帕拉卡斯[15]）

2025年
- 電影版 學姊是男孩 雨過天晴（川崎英一郎[16]）

### OVA
1988年
- New Story of Aura Battler DUNBINE（秀特·威朋）

1992年
- 世界之光 親鸞聖人（日语：世界の光 親鸞聖人）（西佛房）

1993年
- 怪醫黑傑克 （薩姆）

1994年
- 銀河英雄傳說（薩姆中將）

2002年
- 頭文字D BATTLE STAGE（須藤京一）

2003年
- 新·北斗神拳（吉念）
- 第一神拳 間柴vs木村 死刑執行（間柴了）

2011年
- SUPERNATURAL：THE ANIMATION（吉姆·米勒）

2014年
- 進擊的巨人 突如其來的訪客 ～倍受折磨的青春魔咒～（達特·皮克希斯[17]）[注 3]

### 網路動畫
- OBSOLETE（日语：OBSOLETE）（2019年，波曼[18]）

### 遊戲
- 機動戰士鋼彈 vs.系列（日语：機動戦士ガンダム vs.シリーズ）（馬·克貝）

1997年
- 超級機器人大戰F（秀特·威朋）
- Refrain Love ～想見你～（日语：リフレインラブ#リフレインラブ 〜あなたに逢いたい〜）（伊達一彥）

1998年
- 超級機器人大戰F完結篇（秀特·威朋）

1999年
- 金田一少年之事件簿3 青龍傳說殺人事件（田中博道）

2000年
- 超級機器人大戰α（秀特·威朋）

2001年
- 日昇英雄譚2（日语：サンライズ英雄譚）（秀特·威朋）
- 吉翁最前線 機動戰士0079（日语：ジオニックフロント 機動戦士ガンダム0079）（馬·克貝）
- 超級機器人大戰α for Dreamcast（秀特·威朋）

2002年
- 機動戰士鋼彈 基連的野望 吉翁獨立戰爭記（日语：機動戦士ガンダム ギレンの野望 ジオン独立戦争記）（馬·克貝）
- （木刀之龍、後鬼、夏馬修）
- 通靈王 超·占事略決3（木刀之龍、塔拜因）
- 超級機器人大戰IMPACT（日语：スーパーロボット大戦IMPACT）（秀特·威朋）

2003年
- 機動戰士鋼彈 宇宙相逢（日语：機動戦士ガンダム めぐりあい宇宙）（馬·克貝）
- 最終兵器彼女（體育老師、士兵3）
- 通靈王 （木刀之龍）

2004年
- 機動戰士鋼彈 鋼彈vs.Z鋼彈（日语：機動戦士ガンダム ガンダムvs.Zガンダム）（馬·克貝）
- 通靈王 （木刀之龍、夏馬修）

2005年
- 交響詩篇 TR1: NEW WAVE（尼·威爾遜）
- 機動劇團哈囉 哈囉魔法氣泡（日语：機動劇団はろ一座）（馬·克貝）
- 機動劇團哈囉 鋼彈麻雀DS（馬·克貝）
- 機動戰士鋼彈 一年戰爭（日语：機動戦士ガンダム 一年戦争）（馬·克貝）
- 蒼穹之戰神（真壁史彥）
- WILD ARMS the 4th Detonator（日语：ワイルドアームズ ザ フォースデトネイター）（哈薩）

2007年
- 鋼彈無雙（馬·克貝）
- 機動劇團哈囉 鋼彈麻將+ Z（馬·克貝）
- 機動戰士鋼彈 MS戰線0079（日语：機動戦士ガンダム MS戦線0079）（馬·克貝）

2008年
- GUNDAM战争宇宙（馬·克貝）
- 鋼彈無雙2（馬·克貝）
- 機動戰士鋼彈 基連的野望 阿克西斯的威脅（日语：機動戦士ガンダム ギレンの野望 アクシズの脅威）（馬·克貝）

2009年
- 鋼之鍊金術師 FULLMETAL ALCHEMIST 黃昏的少女（佩托爾·希爾達布蘭特）

2010年
- 鋼彈無雙3（馬·克貝）

2011年
- 機動戰士鋼彈 新基連的野望（日语：機動戦士ガンダム 新ギレンの野望）（馬·克貝）
- 第二國度 白色聖灰的女王（先代布習登）

2012年
- SD鋼彈 G世代 OVER WORLD（馬·克貝）
- 機動戰士鋼彈 木馬的軌跡（馬·克貝）
- 未來日記 第13位日記持有者 RE: WRITE（來須圭吾）

2014年
- 前進吧！闇魔法結社（巴洛姆[19]）
- 第3次超級機器人大戰Z 時獄篇（九龍）
- 火影忍者疾風傳 終極風暴革命 REVOLUTION（日语：NARUTO -ナルト-_(ゲーム)）（第四代風影[20]）
- 第一神拳 THE FIGHTING！（間柴了[21]）

2015年
- 超級機器人大戰BX（秀特·威朋）

2016年
- SD鋼彈 G世代 創世（馬·克貝）
- 進擊的巨人（達特·皮克希斯[22]）
- 火影忍者疾風傳 終極風暴4（第四代風影[23]）

2017年
- 超級機器人大戰V（九龍）

2018年
- 進擊的巨人2（達特·皮克希斯[24]）
- 驚爆危機！ 戰鬥的Who Dares Wins（九龍）
- 機動戰士鋼彈 極限VS.2（日语：機動戦士ガンダム エクストリームバーサス2）（馬·克貝）
- 使命召唤：黑色行動4（影子人）

2019年
- 超級機器人大戰DD（九龍）

### 外語配音

#### 演員
亞歷·鮑德溫
- 特務風雲：中情局誕生秘辛（Sam Murach）
- 尋找理查（英语：Looking for Richard）（Clarence公George）
- 烏龍密探擺黑幫（英语：Married to the Mob）（Frank de Marco）※東京電視台版。
- 摘星奇緣（Jeff King）※DVD、VHS版。
- 妳好，安妮（英语：Paris Can Wait）（Michael）
- 不可能的任務系列（Alan Hunley）
  - 不可能的任務：失控國度
  - 不可能的任務：全面瓦解[25]

布雷特·庫倫
- 逝者之證（Perkins警探）
- 疑犯追踪（Nathan Ingram）
- 赤色黎明（Tom Eckert）

傑森·弗萊明
- 詹姆斯戰役（James Bataille）
- 深海攔截大海怪（Mulligan）※DVD、VHS版。
- 森林王子（英语：The Jungle Book (1994 film)）（John Wilkins）※朝日電視台版。
- 鬼娃新娘之鬼娃也有種（他自己／聖誕老人）

布魯斯·格林伍德
- 機密真相（Charlie Anderson）
- 星際爭霸戰（Christopher Pike提督）
- 闇黑無界：星際爭霸戰（Christopher Pike提督）

提姆·岡恩
- 美女上錯身[注 4]
- 花邊教主[注 4]
- 天橋驕子[注 5]
- 醜女貝蒂（時裝電視記者）

布雷特·庫倫
- 逝者之證（Perkins警探）
- 疑犯追蹤（Nathan Ingram）
- 赤色黎明（Tom Eckert）

山姆·亨寧斯
- 犯罪心理（John Tilghman保安官）
- 迷失禁果（英语：The Loss of Sexual Innocence）（青年時期的Nick）
- 生死搜尋 (1998年電影)（Frank）

詹姆斯·羅素
- 死亡遊戲（英语：Dangerous Game (1993 film)）（Francis Burns）
- Millionaire（Ziggy）
- Sonic Impact（英语：Sonic Impact）（Nick Halton）

湯鎮業
- 英雄本色（香港警察部長）※BD、新DVD版。
- 警察故事（毛刑事）※BD版。
- 五虎將之決裂（方向東）

#### 電影
- 未來總動員（何塞〈喬·塞達〉）※影碟版。
- 54激情俱樂部（英语：54 (film)）（Rhett〈Skipp Sudduth〉）※影碟版。
- 2001太空漫遊（Griffin Pratt博士〈Peter Egan〉）
- 小氣財神（英语：A Christmas Carol (1984 film)）
- 紅粉聯盟（Bob Hinson〈比爾·普爾曼〉）※日本電視台版。
- 完美的世界 ※影碟版。
- 月球漫步（英语：A Walk on the Moon）
- 晚霞（英语：Afterglow (1997 film)）（Jack Dana〈Alan Fawcett〉）
- 黑暗毀滅（英语：Against the Dark）（Cross〈林登·阿什比〉）
- 金牌接球員2（英语：Air Bud: Golden Receiver）（Dr. Patrick Sullivan〈Gregory Harrison〉）
- 異形大戰鐵血戰士（Mark Verheiden〈湯米·弗拉納根〉）
- 異形2（Dwayne Hicks〈比爾·派斯頓〉）※朝日電視台／週日洋片劇場（日语：日曜洋画劇場）數位修復版。
- 鱷魚天使（英语：Almost an Angel）（Bubba）
- 布魯斯威利之終極黑幫（Johnny Truelove〈艾米爾·荷許〉、Sonny Truelove〈Bruce Willis 飾演〉）
- 救護車（英语：The Ambulance）（假救護車司機〈Rudy Jones〉）※東京電視台版[注 6]。
- 大蟒蛇：神出鬼沒（Dr. Steven Cale〈埃里克·斯托爾兹〉）※VHS、DVD版。
- 瘋狂盯梢令（英语：Another Stakeout） ※影碟版。
- 小魔星
- 驚險之旅（英语：Arctic Blue）（Bob Corbett〈Bill Croft〉）※VHS版。
- 神鬼任務（英语：The Art of War (film)）（Robert Bly〈邁克爾·比恩〉）※DVD、VHS版。
- 東邪西毒（盲目的劍士〈梁朝偉〉）※VHS版。
- 魔鬼島戰將 (1997年電影)（Fraker〈Trevor Goddard〉）
- 鐵血雙探（英语：Back in Business (1997 film)）（Craig Hanstel、K-Mitch）
- 浴火赤子情（英语：Backdraft (film)）（夜鶯〈Kevin Casey〉）※朝日電視台版。
- 絕地戰警 ※影碟版。
- 致命女人香（英语：Bad Girls (1994 film)） ※朝日電視台版。
- 碧波女賊（英语：Bandits (1997 film)）（Schwarz〈Hannes Jaenicke〉）
- 終極土匪（英语：Bandits (2001 film)）（Lawrence Fife〈Richard Riehle〉）※影碟版。
- 愛在黎明破曉時（詩人〈Dominik Castell〉）
- 制裁者（英语：Belly of the Beast）
- 鬼潛艇（英语：Below (film)） ※DVD、VHS版。
- 戰狼（英语：Beowulf (1999 film)）（Roland〈Götz Otto〉）
- 法網之外（英语：Beyond the Law (1992 film)） ※VHS版。
- 遠東之旅（英语：Beyond Rangoon）
- 大銅鈴（英语：The Big Brass Ring）（William Blake Pellarin〈威廉·赫特〉）
- 火爆任務（英语：Black Dog (film)）（Vince〈Cyril O'Reilly〉）※影碟版。
- 刀鋒戰士（醫生）※東京電視台版。
- 刀鋒戰士3（Edgar Vance博士〈約翰·邁克·希金斯〉）※東京電視台版。
- 靈異總動員（英语：Bless the Child）（John Travis〈傑米·史密兹〉）
- 鐵鷹戰士
- 福祿雙霸天2000（英语：Blues Brothers 2000）（Cabel Chamberlain〈Joe Morton〉）
- 人骨拼圖（Howard Cheney〈Michael Rooker〉）※DVD、VHS版。
- 神鬼尖兵（Duffy刑事〈Brian Mahoney〉）※DVD版。
- 蠻荒林區蠻荒林區 (2006年電影)（Paul〈Gary Oldman〉）
- 瀟灑有情天（Alex〈詹姆士·雷瑪〉）
- 斷箭 ※日本電視台版。
- 舞孃俱樂部（英语：Burlesque (2010 American film)）（Vincent "Vince" Scali〈彼得·蓋勒〉）
- 賭城風雲（Lester Diamond〈詹姆士·伍茲〉）
- 鬼馬小精靈（英语：Casper (film)） ※VHS版。
- 貓眼 (2001年電影)
- 入侵腦細胞（Gordon Ramsey〈Jake Weber〉）※影碟版。
- 入侵腦細胞2（英语：The Cell 2）（Skylar〈Bart Johnson〉）
- Chaos（英语：Chaos (2005 Capitol film)）（Quentin Conners〈傑森·史塔森〉）
- 轟天大追擊（英语：The Chase (1994 film)） ※朝日電視台版。
- 靈異入侵（Foley醫師〈Michael Liu〉）
- 金玉滿堂（廖杰〈鍾鎮濤〉）
- 八月照相館（正枝〈李漢偉〉）
- 征服四海（英语：Christopher Columbus: The Discovery）
- 城市滑頭（Jeff〈Kyle Secor〉）
- 巔峰戰士（英语：Cliffhanger (film)）（Kynette〈Leon Robinson〉）※VHS、DVD、BD版。
- 眼鏡蛇 ※朝日電視台版。
- 間接傷害（英语：Collateral Damage (film)） ※DVD、VHS版。
- 夜色（英语：Color of Night）（Casey Heinz〈Kevin J. O'Connor〉）※DVD、VHS版。
- 驚天動地（William Bedford 〈Nick Chinlund〉）※朝日電視台版。
- 神經殺手（英语：Confessions of a Dangerous Mind (film)）（Peter Jenks〈羅伯特·約翰·伯克〉）
- 保持通話（張督察〈張兆輝〉）
- 英雄叛國記（Caius Martius Coriolanus〈賴夫·費恩斯〉）
- 火線勇氣（Steven Altameyer〈塞思·吉列姆〉）※朝日電視台版。
- 決戰雪山之巔峰（英语：Crackerjack (1994 film)）（Stephan〈Vladimir Kulich〉）
- 驚爆紅色十月（Newton〈Pasha D. Lychnikoff〉）※富士電視台版。
- 赤色風暴（Paul Hellerman上尉〈瑞克·斯克路德〉）※VHS、DVD版。
- 鬼娃儀式（英语：Cult of Chucky）（Foley醫師〈Michael Therriault〉）
- 謝幕（英语：Curtain Call (1998 film)）（Will Dodge〈Sam Shepard〉）
- 少女日記2（Alexander〈Lee Henshaw〉）
- 與狼共舞 ※日本電視台版。
- 烈日長紅（英语：Dark Blue World）（Bedřich Mrtvý〈David Novotný〉）
- 人鬼雙胞胎（英语：The Dark Half (film)）（Mike Donaldson〈Kent Broadhurst〉）※影碟版。
- 魔俠震天雷 ※朝日電視台版。
- 十萬火急（英语：Daylight (1996 film)） ※朝日電視台版。
- 瓦爾迪茲號搶險記（英语：Dead Ahead: The Exxon Valdez Disaster）（Rick Steiner〈大衛·摩斯〉）
- 喪屍特警（英语：Dead Heat (1988 film)）（Bob〈Ben Mittleman〉）※富士電視台版[注 6]。
- 深海攔截大海怪（Djimon Hounsou〈傑曼·翰蘇〉）※電視版。
- 怒火地平線（Jimmy Harrell〈寇特·羅素〉）
- 超級戰警（Alfredo Garcia〈本傑明·布拉特〉）※影碟版／（2032年的警官、博物館員、解凍的凶惡囚犯）※朝日電視台版。
- 魔鬼之吻（日语：バイオ・アマゾネス）（Hammer刑事〈Garrett Clancy〉）
- 英雄不流淚（英语：Desperado (film)）（Navajas〈丹尼·特喬〉）※朝日電視台版。
- 淘金夢魘（英语：Destiny Turns on the Radio）（約翰尼·德斯蒂尼〈昆汀·塔倫蒂諾〉）
- 終極警探3（Mathias Targo〈Nick Wyman〉）※影碟版。
- 恐龍計劃（英语：The Dinosaur Project）（Jonathan Marchant〈Richard Dillane〉）
- 超急情聖（Jon Martello Sr.〈Tony Danza〉）
- 没有上帝的消息（英语：Don't Tempt Me）（Manny〈德米安·畢齊〉）
- 鎗王（苗志舜〈方中信〉）
- 雙重火力（英语：Double Team (film)） ※影碟版。
- 帝國毀滅（Wilhelm Burgdorf〈Justus von Dohnányi〉）
- 警網
- 生死對決（英语：Driven to Kill）（Mikhail Abramov〈Igor Jijikine〉）
- 終極特區（英语：Drop Zone (film)）（Don Jagger〈Luca Bercovici〉）※朝日電視台版。
- 妙探追緝令（英语：Double Take (1998 film)）（Connor McEwan〈克萊格·謝菲爾〉）
- 東方不敗之風雲再起（猩猩將軍）
- 血戰阿拉曼（英语：El Alamein: The Line of Fire）（De Vita〈Thomas Trabacchi〉）
- 終結暴力（英语：The End of Violence）（Ray Bering〈加布里埃爾·伯恩〉）
- 追情殺手（英语：Enough (film)） ※DVD版。
- 撕裂的末日（Errol Partridge〈西恩·賓〉）
- 大家都說我愛你（英语：Everybody Says I Love You）（Charles Ferry〈蒂姆·羅斯〉）
- 老爸！我被綁架了（英语：Excess Baggage (1997 film)）（Greg Kistler〈小亨利·康尼克〉）
- 致命戀情（Bob〈Brian Bloom〉）
- 超速快感（英语：Fair Game (1995 film)）
- 巴黎檔案 (2000年電影)（Lou〈Peter Weller〉）
- 大巧局（Joseph Maloney〈艾德·羅特〉）※BD版。
- 烈火終結令（英语：The Fan (1996 film)） ※朝日電視台版。
- 玩命關頭（Muse〈Stanton Rutledge〉）※朝日電視台版。
- 食人宴2：極度飢餓（Hobo〈William Prael〉）
- 食人宴3：歡樂大結局（Hobo〈William Prael〉）
- 絕命終結站（Schreck搜査官〈Roger Guenveur Smith〉）※影碟版。
- 隔窗友緣（Terrell〈巴斯達·韻〉）
- 尋找新樂園（Sir Arthur Conan Doyle〈Ian Hart〉）
- 烈火戰將（英语：Fire Down Below (1997 film)）（FBI搜査官〈Michael Krawic〉）※朝日電視台版。
- 風暴大火（英语：Firestorm (1998 film)）（Karge〈Vladimir Kulich〉）
- 第一滴血（Lester〈Alf Humphreys〉）※朝日電視台版。
- 第一武士（英语：First Knight）（Mark〈Paul Kinman〉、士兵4、村人2 等）
- 幽靈警探（英语：The First Power） ※VHS版。
- 大老婆俱樂部（Aaron Paradis〈史蒂芬·柯林斯〉）
- 婚迷指數：5（Winton Childs〈瑞斯·伊凡斯〉）
- 往日柔情（Gus Sinski〈約翰·C·賴利〉）※影碟版。
- 熊戰士（英语：Forest Warrior）（Arlen Slaighter〈Michael Beck〉）
- 血盟兄弟（英语：Four Brothers (film)）（Green中尉〈泰倫斯·霍華德〉）
- 自由墜落（英语：Free Fall (2014 American film)）（法蘭克〈D·B·史威尼（英语：D. B. Sweeney）〉）
- 威鯨闖天關3（英语：Free Willy 3: The Rescue）（桑德森）
- 雷霆穿梭人（英语：Freejack）
- 黑洞頻率 ※日本電視台版。
- 揮灑烈愛（Nelson Rockefeller〈愛德華·諾頓〉）
- 勝利之光（Charles Billingsley〈提姆·麥克羅〉）
- 亡命天涯（Cosmo Renfro聯邦副保安官〈Joe Pantoliano〉）※VHS、DVD版。
- 疑雲背後（英语：Fugitive Mind）（Robert Dean〈麥可·杜迪考夫〉）
- 怒火特攻隊（"Old Man" Waggoner上尉〈傑森·艾塞克〉）
- 魔鬼女大兵（Lieutenant 'Wick' Wickwire〈Boyd Kestner〉）※影碟版。
- 千金奇緣（Alan Schoenfield〈Andrew Airlie〉）
- Girl 6（英语：Girl 6）（導演#1〈Quentin Tarantino〉）※VHS版。
- 龍紋身的女孩（Dragan Armansky〈Goran Višnjić〉）
- 情人最愛（英语：The Governess）（Charles Cavendish〈湯姆·威爾金森〉）
- The Grave（英语：The Grave (film)）（Tyn〈喬西·查爾斯〉）
- 荒野七鏢客（英语：Guns of The Magnificent Seven）（P.J.）※東京電視台版。
- 愛我就讓我快樂（英语：Happiness (1998 film)）（Vlad〈傑瑞德·哈里斯〉）
- 去夏威夷的票（英语：Hard Ticket to Hawaii）
- 重金屬（英语：Heavy Metal (film)）
- 恐怖英雄（英语：Hero and the Terror）（Dwight〈Jeffrey Kramer〉）
- 東方三俠系列（劉啟文／劉Sir〈劉松仁〉）
  - 東方三俠
  - 東方三俠2：蓬萊之戰
- 浩劫蟲生（英语：High Plains Invaders）（山姆·丹維爾〈詹姆斯·馬斯特斯〉）
- 殺手之王（陳警官〈任達華〉）
- 搖錢樹（英语：Holy Man）
- 獵殺（英语：The Hunted (2003 film)） ※東京電視台版。
- 禁止尖叫（英语：Hush (1998 film)）
- 開篇（英语：In the Beginning (miniseries)）（亞伯拉罕〈馬丁·蘭道〉）
- 刀鋒悍將（英语：The Immortal (2000 TV series)）（Mallos〈Dominic Keating〉）
- 火線狙擊（馬特·懷爾德〈格雷戈里·艾倫·威廉士（英语：Gregory Alan Williams）〉）※影碟版。
- 害蟲橫行（英语：Infestation (film)）
- 白夜追兇（Fred Duggar〈尼基·凱特〉）※朝日電視台版。
- 本能反應（英语：Instinct (film)）
- 賭命法則（英语：Intacto）（Alejandro〈Antonio Dechent〉）
- 黑暗金控（英语：The International (2009 film)）（Jonas Skarssen〈烏爾里奇·湯姆森〉）
- Iron Eagle II（英语：Iron Eagle II）（憲兵M.P. Connors〈Nicolas Coucos〉）
- 牠（Beverly "Bev" Marsh的父親〈Stephen Bogaert〉[26]）
- 牠：第二章（Beverly "Bev" Marsh的父親〈Stephen Bogaert〉[27]）
- 時空攔截（英语：Jacob's Ladder (film)）（Doug〈Brian Tarantina〉）※影碟版。
- 誰殺了甘迺迪（Al Oser〈Gary Grubbs〉）※影碟版。
- 無名的裘德（Jude Fawley〈基斯杜化·艾克斯頓〉）
- 盲眼謎情（英语：Julia's Eyes）（Isaac〈Lluís Homar〉）
- 危險秘密 (2013年電影)（Hayley's Father〈多納爾·羅格〉）
- 迎頭痛擊 ※東京電視台版。
- 敲開天堂的門（Martin Brest〈蒂爾·施威格〉）
- 倚天屠龍記之魔教教主（宋青書〈鄒兆龍〉）※VHS版。
- 史前巨鱷（Walt Lawson〈David Lewis〉）
- 終極尖兵（英语：The Last Boy Scout）（Big Ray Walston〈Tony Longo〉）※富士電視台版。
- 最後的旅人（英语：Last Passenger）（Lewis Shaler〈多格雷·斯科特〉）
- 阿拉伯的勞倫斯 ※東京電視台版。
- 遠離賭城（Yuri Butso〈Julian Sands〉）
- 醉拳II（John〈盧惠光〉）※影碟版。
- 戰狼傳說（二狼〈林國斌〉）
- 外籍兵團（Alain Lefevre〈尚-克勞德·范·戴姆〉、Luther〈艾德瓦利·亞肯努耶-阿嘉巴傑〉）※DVD、VHS版。
- 夢想課程（英语：Lessons of a Dream）（Richard Hartung〈Justus von Dohnányi〉）
- 轟天炮2（Arjen Rudd的部下）※朝日電視台版。
- 轟天炮3（英语：Lethal Weapon 3） ※影碟版。
- 轟天炮4 ※影碟版。
- 夢想的課程（英语：Lessons of a Dream）（Richard Hartung〈Justus von Dohnányi〉）
- 乞贖的靈魂（英语：Levity (film)）（Manuel Jordan〈比利·鮑伯·松頓〉）
- 海海人生（英语：The Life Aquatic with Steve Zissou）
- Lock, Stock…（英语：Lock, Stock...）系列（Three Feet〈Christopher Adamson〉）
  - Lock, Stock and Four Stolen Hooves
  - Lock, Stock and Spaghetti Sauce
  - Lock, Stock and and One Big Bullock
- 撞板神探（英语：Loose Cannons (1990 film)）（Drummond〈David Alan Grier〉）※VHS版。
- 關雲長（曹操〈姜文〉）
- 愛你、戀你、想你（英语：Love Affair (1994 film)）（肯·艾倫〈皮爾斯·布洛斯南〉）
- 情人、騙子、大盗（英语：Love, Cheat & Steal）（雷諾·亞當斯〈埃里克·羅伯茨〉）
- 極地戀人（英语：Lovers of the Arctic Circle）
- 精靈傳說（英语：The Magical Legend of the Leprechauns）（Jack Woods〈蘭迪·奎德〉）
- 大聯盟（英语：Major League (film)）（Bowden）※日本電視台版。
- 體熱邊緣（英语：Malice (film)） ※東京電視台版。
- 雙面瑪莎（Patrick〈約翰·霍克斯〉）
- 天龍戰警（英语：Marked For Death）（墨西哥的賞金獵人、牙買加的幫派）※朝日電視台版。
- 路易十四的情婦（莫里哀〈柏納·吉哈度（英语：Bernard Giraudeau）〉）
- 蒙面俠蘇洛 ※VHS、DVD、BD版。
- 決勝時空戰區（Blade〈Anthony De Longis〉）※東京電視台版。
- 極度冒險 ※VHS、DVD版。
- 飛龍再生（蛇魔〈Julian Sands〉）
- 拜見岳父大人（Wynyard〈Brian Sergent〉）
- 凶心人（Dodd〈Callum Keith Rennie〉）
- 寧基南卡（英语：Memoirs of an Invisible Man (film)）（Morrissey〈Pat Skipper〉）※影碟版。
- 慾望無邊（英语：Men of Respect）（Sal〈邁克·巴達魯科〉）
- 水銀蒸發令（Jack Nichols刑警〈Jack Conley〉、Francis）※影碟版。
- 瘋狂肥寶綜藝秀（青蛙Wynyard〈Brian Sergent〉）※VHS版。
- 超級警探（英语：Metro (1997 film)） ※VHS、DVD版。
- 豪情本色（Harry Boland〈艾丹·奎因〉）
- 百萬大飯店（英语：The Million Dollar Hotel）（Geronimo〈傑米·史密兹〉）
- 強迫入侵（英语：Mindstorm (film)）（David Mendez〈埃里克·羅伯茨〉）
- 尋槍（馬山〈姜文〉）
- 火星任務（Sergei Kirov〈彼得·奧特布里奇〉）
- 金錢怪獸（Marcus Powell署長〈吉安卡洛·伊坡托〉）
- 豆豆假期（Emil Dachevsky〈卡瑞爾·羅登〉）
- 殭屍先生系列
- CIA驚世大行動（英语：Mulholland Falls）（Fitzgerald大佐〈Treat Williams〉）
- 給爸爸的信（蒲光〈于榮光〉）
- 校園時空驚魂記（英语：My Science Project）（不良1）※萬代版。
- 神秘河流（Nick Savage〈Adam Nelson〉）
- 大地的女兒（Sheriff Todd Peterson〈尼克·西塞〉）
- 挑戰未來3：殘酷獵殺（Edison〈Norbert Weisser〉）
- 核子彈頭（英语：Night Watch (1995 film)）（Mao Yixin〈Lim Kay Siu〉）※VHS、舊DVD版。
- 遊牧英豪（英语：Nomad (2005 film)）（Oraz〈李截〉）
- 浪子保鑣（英语：North (1994 film)）（Alaskan的爸爸〈Graham Greene〉）
- 叛獄大獵殺（Billy〈安東尼·史塔克〉）※朝日電視台版。
- 瞞天過海 ※影碟版。
- 瞞天過海2：長驅直入（Roman Nage〈埃迪·伊扎德〉）※影碟版。
- 英雄戰場（英语：Of Love and Shadows）（古斯塔沃〈卡米洛·加利亞多〉）

- 孤雛淚 ※東京電視台版。
- 奧米加密碼系列（Stone Alexander〈Michael York〉）
  - 啟示錄之末世終極密碼（英语：The Omega Code）
  - 啟示錄之末世終極密碼2（英语：Megiddo: The Omega Code 2）（21歳的Stone Alexander〈Noah Huntley〉）
- 黃飛鴻系列 ※VHS、新BD版。
  - 黃飛鴻 (1991年電影)
  - 黃飛鴻之二：男兒當自強
  - 黃飛鴻之三：獅王爭霸
- 仲夏夜春夢（英语：One Night at McCool's）
- 防不勝房（英语：Palmetto (film)）（唐納利〈邁克·拉帕波特〉）※東京電視台版。
- Pandemic（英语：Pandemic (miniseries)）（Richard Dalesandro市長〈Eric Roberts〉）
- Paranoia（日语：パラノイア (映画)）（Warren〈Scott Valentine〉）
- 豪氣威龍（英语：Rapid Fire (1992 film)）（Daniels）※影碟版。
- 致命人脈（英语：People I Know）（Cary Launer〈瑞恩·奧尼爾〉）
- 望鄉（Pépé le Moko〈尚·嘉賓〉）※PD-DVD版。
- 第四期計劃（英语：Phase IV (2002 film)）（Steven Birnam〈Brian Bosworth〉）※DVD版。
- 世界大對戰（Hill伍長〈Sean Bean〉）
- 終極炫風（英语：Play It to the Bone）（Jim）
- 雙面女蠍星 ※VHS、DVD、BD版。
- 警察故事4之簡單任務（徐杰〈樓學賢〉）※DVD版。
- 妮可基嫚之風情萬種（Caspar Goodwood〈維高·摩天臣〉）
- 海神號（Lucky Larry〈凱文·迪倫〉）
- 終極戰士（機師）※朝日電視台版。
- 終極戰士2（B. Pilgrim署長〈Kent McCord 〉）※朝日電視台版。
- 終極追殺令（Norman Stansfield〈加里·奧德曼〉）※原創版。
- 魔翼殺手3（英语：The Prophecy 3: The Ascent）（Gabriel〈克里斯托弗·沃肯〉）
- 威龍猛探（Benny Garrucci〈Bill Wallace〉）※BD、DVD版。
- 益智遊戲（英语：Quiz Show (film)）（Albert Freedman〈漢克·阿扎里亞〉）
- 美國飛人（英语：Race (2016 film)）（艾弗里·布倫戴奇〈傑瑞米·艾恩斯〉）
- 赤色黎明（安德魯·坦納〈傑弗里·迪恩·摩根〉）
- 冒牌密殺令（英语：Red Rock West）（麥可·威廉斯〈尼可拉斯·凱吉〉）※VHS、DVD版。
- 魔蠍先鋒（英语：Red Scorpion 2）（Andrew Kendrick〈John Savage〉）
- 觸目驚鯊（英语：Red Water）（John Sanders〈盧·戴蒙德·菲利普斯〉）※VHS版。
- 終極笑探總動員（英语：Rent-a-Kid）
- 同門（英语：Rebellion (2011 film)）（Brigade Vidal將軍）
- 替身殺手（英语：The Replacement Killers）
- 又見鬼纏身（英语：Repossessed (film)）（Gene Okerlund[注 4]）
- Riddler's Moon（英语：Riddler's Moon）（保安官〈Miles Anderson〉）
- 旭日東昇（英语：Rising Sun (film)）（Eddie Sakamura〈田川洋行〉）
- Robowar（英语：Robowar (film)）（船長）
- 絕地任務（Anderson中校〈Michael Biehn〉）※VHS、DVD、BD版。
- 星際大戰外傳：俠盜一號（Galen Erso〈麥斯·米科爾森〉）
- 阿珠與阿花（英语：Romy and Michele's High School Reunion）
- 落跑新娘（英语：Runaway Bride (film)）（George "Bug Guy" Swilling〈Reg Rogers〉）
- 魔鬼阿諾 ※朝日電視台版。
- 都是愛情惹的禍（Peter Flynn〈盧克·威爾遜〉）※影碟版。
- 撒哈拉（Frank Hopper博士〈Glynn Turman〉）※影碟版。
- Savage (1996年電影)（Alex〈Olivier Gruner〉）
- 奪魂鋸3（艾瑞克·麥修斯（英语：Eric Matthews (Saw)）〈唐尼·華伯格〉）
- 奪魂鋸4（艾瑞克·麥修斯〈唐尼·華伯格〉）
- 稻草人 (1973年電影)（英语：Scarecrow (1973 film)）（Jack Riley〈Richard Lynch〉）※東京電視台版。
- 稻草人 (2002年電影)（英语：Scarecrow (2002 film)）（Patterson保安官〈Richard Elfman〉）
- 異形終結（英语：Screamers (1995 film)）（Becker〈Roy Dupuis〉）※影碟版。
- 激情劊子手（英语：Sea Of Love (film)）（Terry Cruger〈Michael Rooker〉）
- 盛夏獅王（Stan〈Nicky Katt〉）※VHS、DVD版。
- 七宗罪（California〈約翰·麥金利〉）※影碟版。
- 狼影傳奇（日语：シャドウ・オブ・ウルフ）（Scott〈Nicholas Campbell〉）
- 肖申克的救贖（Byron Hadley〈克蘭西·布朗〉）※影碟版。
- 愛在戰火蔓延時（英语：Shining Through）（魚店的聯絡人員）※東京電視台版。
- 新宿事件（太保〈連晉〉）
- 魚 ※朝日電視台版。
- 謎團殺機 (1999年電影)（Derrick Stark〈Al Sapienza〉）
- 辛巴達穿破猛虎眼（英语：Sinbad and the Eye of the Tiger） ※朝日電視台版。
- 茜茜公主 (2009年電影)（Andrássy伯爵〈Fritz Karl〉）
- Skate or Die（英语：Skate or Die (film)）（Lucas〈Philippe Bas〉）
- Sky Palace（Pabbi〈Hjalti Rögnvaldsson〉）
- 兒子（英语：The Son (2002 film)）（Olivier〈奧利維耶·古賀梅〉）
- 截殺任務（英语：Sonic Impact）（Nick Halton〈James Russo〉）※DVD版。
- The Spanish Prisoner（FBI隊長〈艾德·奧尼爾〉）
- 生死時速（Norwood〈Richard Lineback〉）※朝日電視台版。
- 間諜遊戲 ※富士電視台版。
- 終極笑探（英语：Spy Hard）（Norman Coleman〈Barry Bostwick〉）
- 決戰史達林格勒（英语：Stalingrad (1993 film)） ※VHS、BD版。
- 星艦迷航記VII：日換星移 ※VHS、DVD版。
- 星艦迷航記IX：星際叛變
- 快打旋風 (1994年電影)（T.Hawk〈Gregg Rainwater〉）※朝日電視台版。
- 脫衣舞娘（Darrell Grant〈羅伯特·帕特里克〉）※影碟版。
- 深海大獵殺（英语：Submerged (2000 film)）（Mack Taylor〈Brent Huff〉）
- 諜對諜（Stan Goff〈威廉·赫特〉）
- 薩滿教的迷戀（英语：Szamanka）（Michal〈Boguslaw Linda〉）
- 你丫閉嘴！（Vernet警視〈Richard Berry〉）
- 忍者龜 (1990年電影) ※影碟版。
- 十誡 ※朝日電視台版。
- 感謝偉大的國家（英语：Thanks of a Grateful Nation）（Jim Tuite〈泰德·丹森〉）
- 末路狂花（Darryl Dickinson〈克里斯托弗·麥克唐納〉）
- 紅色警戒（William Keck軍曹〈伍迪·哈里森〉）
- 托馬斯之愛（法语：Thomas est amoureux）（Psychologist〈Frédéric Topart〉）
- 三個願望（英语：Three Wishes (film)） ※VHS版。
- Thrill (1996年電影)（Carl Paster〈Ted Marcoux〉）
- 雷霆之心（英语：Thunderheart） ※VHS、DVD版。
- 猛虎島
- 白狗的最後華爾滋（英语：To Dance with the White Dog）（Howard Cook〈Frank Roberts〉）
- 絕命終結者（英语：Tombstone (film)）（Curly Bill〈鲍爾斯·布思〉）※DVD版。
- 魔鬼總動員（入國管理官）※朝日電視台版。
- 媽媽市場（英语：Trading Mom）（Terrance Leeby校長〈Merritt Yohnka〉）
- 迷幻列車
- 楚門的世界（Kirk Burbank〈Brian Delate〉）※富士電視台版。
- 塔斯克基飛行員（英语：The Tuskegee Airmen）（Sherman Joy少校〈克里斯托弗·麥克唐納〉）
- 暮光之城：無懼的愛（查理·史旺〈比利·伯克〉）※影碟版。
- 暮光之城2：新月（查理·史旺〈比利·伯克〉）※影碟版。
- 龍捲風 (1996年電影)（Mr. Thornton 〈Richard Lineback〉）
- 絕命追殺令之就地正法（英语：U.S. Marshals (film)）（Cosmo Renfro聯邦副保安官〈Joe Pantoliano〉）※VHS、DVD版。
- 魔鬼戰將（Johnson、Ziggs）※朝日電視台版。
- 魔鬼戰將2（David Trillinggg上尉〈David Gianopoulos〉）※影碟版。
- 決戰異世界：進化時代（Markus Corvinus〈托尼·庫蘭〉）
- 魔鬼命令（中尉〈吉恩·戴維斯〉）※VHS、DVD版。
- 維加斯假日（英语：Vegas Vacation）（偽造ID出賣的男子〈托比·哈斯〉）
- 群蛇出洞（英语：Venomous (film)）（Thomas Sparks少將〈安東尼·丹尼生〉）
- 終極天險（Skip Taylor〈Robert Taylor〉）※VHS、DVD版。
- The Vivero Letter (1999年電影)（Raoul Gato〈John Verea〉）
- 恐懼的代價（Mario〈伊夫·蒙當〉）※東京電視台版。
- 等待夢醒時分（英语：Waiting to Exhale）（Russell〈Leon Robinson〉）
- 戰馬（Jamie Stewart少校〈班奈狄克·康柏拜區〉）
- 天地英雄
- 婚禮歌手 ※VHS、DVD、BD版。
- 天才騙子（日语：バウンティ・キッド）（Becker保安官〈Randy Travis〉）
- 獵風行動（Milo Pappas〈馬克·魯法洛〉）※朝日電視台版。
- 仙納度的狂熱（英语：Xanadu (film)）（Simpson〈James Sloyan〉）
- Y2K（Martin Lowell〈Joseph Morton〉）
- Yesterday's Target（日语：サイキック・ターゲット）

#### 電視影集
- 24 (第2季)（Ronnie Stark）
- 大偵探波洛（Lawrence〈Anthony Calf〉、Michael Garfield、Sir William Boyd-Carrington〈Philip Glenister〉）※NHK版。
- 神盾局特工（Vladimir、Daniel Whitehall〈理德·戴蒙德〉）
- 大西洋帝國
- 逝者之證（第1季：Bradford Paige〈山姆·羅巴斯〉、第3季：Michael Davis律師〈Ray Wise〉）
- 特務黑名單 (第5季)
- 加州夢（英语：California Dreams）（Chlumsky保安官）
- 敏感案件（英语：Case Sensitive (TV series)）（Colin Sellars〈拉爾夫·尹愛森〉）
- 靈書妙探 (第3季)（薩爾·馬拉沃爾塔）
- 超市特工（Viktor Federov〈Pasha Lychnikoff〉）
- 鐵證懸案（第3、6、7季／The Final：其他角色）
- CSI犯罪現場：網路犯罪（Silver〈Sean Blakemore〉）
- CSI犯罪現場：邁阿密（第3季：John 'Jojo' Johnson、第6季：Darren Butler社長）
- CSI犯罪現場：紐約 (第7季)（Russ Josephson〈大衛·詹姆士·埃利奧特〉）
- 犯罪心理（第3季：Griffith、第4季：父親〈Andrew Divoff〉、第6季：James 'Jay-Mo' Morris〈Carl Lumbly〉、第7季：Gordon Ramirez〈吉安卡洛·伊坡托〉）
- 幽浮檔案（英语：Dark Skies）（Jim Steele〈Tim Kelleher〉）
- 神探班克斯 (第2季)（英语：DCI Banks）（Burgess）
- Earth 2（英语：Earth 2 (TV series)）（Del）
- 急診室的春天（第8季：死刑犯Kinnei、第10季：Kyle Kolber〈Christopher Cousins〉、第13季：O、第15季：Dick）
- 大學生費莉希蒂（Mr.Kinney〈David Proval〉）
- 超時空感應（Stanford Wedeck〈寇特尼·B·凡斯〉）
- 閃電俠 (1990年電視影集)（Curtis Bohannan〈理查德·布基〉）
- 戰地神探
- 危機邊緣
- 「法」妻 (第3季)（Jack Copeland〈布萊恩·布朗〉）
- 恩賜之地（FBI搜査官Sam Campbell〈Courtney B. Vance〉）
- 實習醫生 (第10季)
- 律政俏師太（Jimmy Nance神父）
- 檀島警騎2.0 (第7季)（Harry Langford〈克里斯·萬斯〉）
- 執法悍將
  - 第2季（Malcom中校〈埃里克·阿蘭·克萊默〉、Saburo Takahashi〈Richard Narita〉）
  - 第8季（Leroy Jethro Gibbs〈馬克·漢蒙〉）
- 珍·瑪波4：黑麥奇案（Lancelot Fortescu〈魯珀特·格雷夫斯〉）
- Kelly（Brian Horton〈Joseph Spano〉）
- 霹靂遊俠Next（Welser）
- 法網遊龍：犯案動機（英语：Law & Order: Criminal Intent）（James Deakins〈傑米·謝爾丹〉）
- 卡特探員（Werner Reinhardt／Daniel Whitehall〈Reed Diamond〉）
- 靈媒緝凶 (第4季)（John Edgemont〈威廉·托馬斯·桑德勒〉）
- 心計 (第2季)（Sam Bosco搜査官〈Terry Kinney〉）
- 神探阿蒙 (第5季)（Jay Bennett）
- The Sandhamn Murder（西班牙语：Morden i Sandhamn）
- 納什大橋（英语：Nash Bridges）（Andrew Storey Mark〈馬克·林賽·查普曼〉）
- 重返犯罪現場：洛杉磯（NCSI副局長Owen Granger〈Miguel Ferrer〉）
- 尼基塔
- 紐約重案組（英语：NYPD Blue）（Arthur Fancy警部補〈第2代日語配音／James McDaniel〉）
- 金剛戰士Turbo（Griller、審査員）
- 私人診所 (第4季)（Dirgo Navarro）
- The Queen (2009年電視影集)
- 三國演義（孫策伯符〈濮存〉、呂蒙子明〈初田良〉、蔣欽、司馬師子元／狀年時期〈雷鐵龍〉）※NHK-BS2版。
  - 三國（關羽〈于榮光〉）
- 慾海醫心（Javier Santos）
- 深海巡弋（英语：seaQuest DSV）（Craig上尉）
- Seven Days（英语：Seven Days (TV series)）（Nathan Ramsey〈尼克·西塞〉）
- 倫敦女狼人（英语：She-Wolf of London）（Guy Goddard〈Robert McBain〉）
- 超人前傳（Gibson〈Jim Shield〉）
- 政界小人物（大衛·萊特曼[注 4]、記者）
- 銀河飛龍（喬萊特·達爾〈Don Riley〉）
- 星艦奇航記：重返地球（飛行員1〈金大賢〉）
- 星際之門：SG-1（圖爾幹〈田川洋行〉）
- 白狗的最後華爾滋（英语：To Dance with the White Dog）（Howard Cook〈Frank Roberts〉）
- 觸摸未來
- 薇洛尼卡的衣櫥（英语：Veronica's Closet）（Alec Bilson〈Ron Silver〉）
- 電腦快車（〈金川弘敦〉）
- 維蘭德 (第3季)
- 天機密語（英语：The Whispers (TV series)）（Frommer國防長官〈David Andrews〉）
- 血洗白教堂 (第3季)（Dr. Simon Mortlake）

#### 動畫
- 小蟻雄兵
- 蟲蟲危機（法蘭絲〈丹尼斯·利瑞〉）
- 蝙蝠俠（拉斯·奧·古、爵士俠）
- 蝙蝠俠：智勇悍將（幽靈紳士（英语：Gentleman Ghost）、拉斯·奧·古）
- Bamboo Bears（伯納克）
- 奇異博士：至尊魔法師（Dr. Strange〈Bryce Johnson〉）
- 馴龍高手系列（Stoick the Vast〈傑拉德·巴特勒〉）
  - 馴龍高手
  - 馴龍高手 ～博克島騎士～
  - 馴龍高手2
  - 馴龍高手3[28]
- 金猴降妖（小鬼）
- 怪怪屋（DJ的爸爸〈佛萊德·威拉特〉）
- 鞋貓劍客（看守〈克里斯·米勒〉）
- 史瑞克
- 星際大戰：複製人之戰（Wat Tambor、Krell）
- 超人（拉斯·奧·古）
- 忍者龜 (1987年東京電視台版)（Bebop、Rat King）

### 廣播劇CD
- 低俗靈DAYDREAM（日语：低俗霊DAYDREAM）（米倉）
- 迷宮塔（帕茲茲）
- 十二國記 夢三章（月溪）
- 蒼穹之戰神 Vol.2 GONE/ARRIVE（真壁史彥）
- 百器徒然袋6 ～面靈氣～ 薔薇十字偵探的疑惑（羽田隆三）
- 萬屋東海道本舗（日语：よろず屋東海道本舗）（院長）

### 音樂CD
- 『通靈王』系列（木刀之龍）
  - 通靈王 原創形象專輯
  - 通靈王 S.F.O.V II「妙處（B.P.）」

### 廣播劇
NHK-FM
- 草原的椅子（2000年）
- 青春冒險（日语：青春アドベンチャー）
  - 「虛假與真實」（2008年）

### 旁白
NHK系列
- NHK-BS1
  - BS世界的紀錄片（日语：BS世界のドキュメンタリー）
- NHK教育
  - 地球戲劇性（日语：地球ドラマチック）
    - 「神秘古代人類 印尼 小型猿人之謎」（2005年）

  - 摩根·費里曼的穿越時空
- NHK BS Premium
  - Royal Scandal ～伊莉莎白女王的煩惱～（2012年）

### 其它
- 機動戰士鋼彈0079卡片創建者（日语：機動戦士ガンダム0079カードビルダー）（馬·克貝）
- 十字路口（Z會的老師）[注 7]

## 腳註

## 外部連結
- （日語）—田中正彥的官方個人部落格。
- 田中正彥的X（前Twitter） （日語）